# Tetrafobie

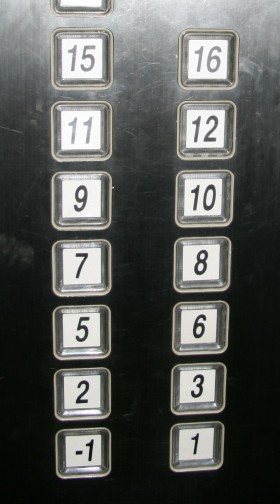
Ovládací panel výtahu v šanghajském hotelu, na kterém chybějí „nešťastná čísla“ 4, 13 a 14

Tetrafobie (z řeckých slov τετράς, čtyři a φόβος, strach) je chorobný strach z čísla čtyři. Je rozšířen především v zemích východní Asie, protože čínské slovo „čtyři“ (四, sì) zní velmi podobně jako „smrt“ (死, sǐ). V Číně a v zemích ovlivněných čínskou kulturou je zvykem při číslování místností apod. přeskakovat čtyřku a číslice, které ji obsahují. Za nešťastný den je pokládán 4. duben, Peking stáhl kandidaturu na Letní olympijské hry 2004, také firma Nokia s ohledem na asijské zákazníky nepoužívá 4 v označení svých typů.